# Pavel Bure
Pavel Vladimirovitj Bure (ryska: Павел Владимирович Буре), född 31 mars 1971 i Moskva i dåvarande Sovjetunionen, är en rysk före detta professionell ishockeyspelare. Bure spelade för NHL-lagen Vancouver Canucks, Florida Panthers och New York Rangers åren 1991–2003. Med sin exceptionella skridskoåkning och klubbteknik var han en av NHL:s bästa målskyttar under 1990-talet och det tidiga 2000-talet. Under fem säsonger i NHL gjorde Bure 50 mål eller fler per säsong, vilket endast nio andra spelare mäktat med genom historien, och under två av dessa nådde han dessutom 60-målsgränsen.
Pavel Bure valdes in som ärad medlem i Hockey Hall of Fame 2012.

## Klubbkarriär

### CSKA Moskva
Pavel Bure inledde ishockeykarriären som 16-åring i september 1987 med CSKA Moskva i den sovjetiska ligan säsongen 1987–1988 då han spelade fem matcher för klubben och gjorde ett mål och en assist. Bure ansågs egentligen för ung för att spela med seniorlaget men då flera av lagets spelare åkte till Kanada för att spela i 1987 års Canada Cup fick han chansen att spela i fjärdekedjan. Följande säsong, 1988–1989, gavs en 17-årig Bure mer speltid och gjorde 17 mål och 26 poäng på 32 matcher för CSKA i ett stjärnspäckat lag som förutom Bure även innehöll spelare som Sergej Makarov, Igor Larionov, Vladimir Krutov, Vjatjeslav Fetisov, Alexej Kasatonov, Valerij Kamenskij, Vladimir Konstantinov, Alexander Mogilnyj, Sergej Fjodorov och Sergej Zubov.
Säsongen 1989–1990 hade flera av CSKA:s stjärnspelare antingen otillåtet hoppat av till NHL, som Aleksandr Mogilnyj, eller fått klubbens välsignelse att spela i den nordamerikanska proffsligan, som veteranerna Sergej Makarov, Igor Larionov, Vladimir Krutov och Vjatjeslav Fetisov. Bure spelade 46 matcher för CSKA under säsongen och gjorde 14 mål och 11 assists för totalt 25 poäng.
I NHL-draften 1989 valdes Bure i den sjätte rundan, som 113:e spelare totalt, av Vancouver Canucks. Valet var kontroversiellt och flera andra NHL-klubbar protesterade mot valet då de ansåg att det stred mot ligans regelverk, och menade att Bure endast var tillgänglig att väljas under någon av de tre första rundorna. Bure rankades som en av de bättre juniorerna i världen 1989 men då han fortfarande spelade bakom järnridån var det ett stort risktagande att välja en spelare från Sovjetunionen med ett högt val i NHL-draften. Bures lagkamrater från CSKA Sergej Fjodorov och Vladimir Konstantinov, även de högt ansedda, valdes exempelvis som 74:e respektive 221:e spelare totalt i samma draft av Detroit Red Wings. Hartford Whalers och Washington Capitals lämnade in formella protester och Vancouver Canucks val av Bure ogiltigförklarades först av NHL efter en utredning men godkändes senare sedan representanter för klubben tagit fram papper som visade på att Bure hade spelat det antal matcher som behövdes för att vara tillgänglig i draften.
Bure spelade ytterligare en säsong för CSKA Moskva 1990–1991 och gjorde 35 mål och 11 assists för totalt 46 poäng på 44 matcher, vilket gav honom en delad förstaplats i lagets interna poängliga, tillsammans med Valerij Kamenskij. I augusti 1991 erbjöds Bure ett nytt treårskontrakt med CSKA men vägrade att skriva på vilket medförde att han lämnades utanför Sovjetunionens spelartrupp till Canada Cup 1991.

### Vancouver Canucks

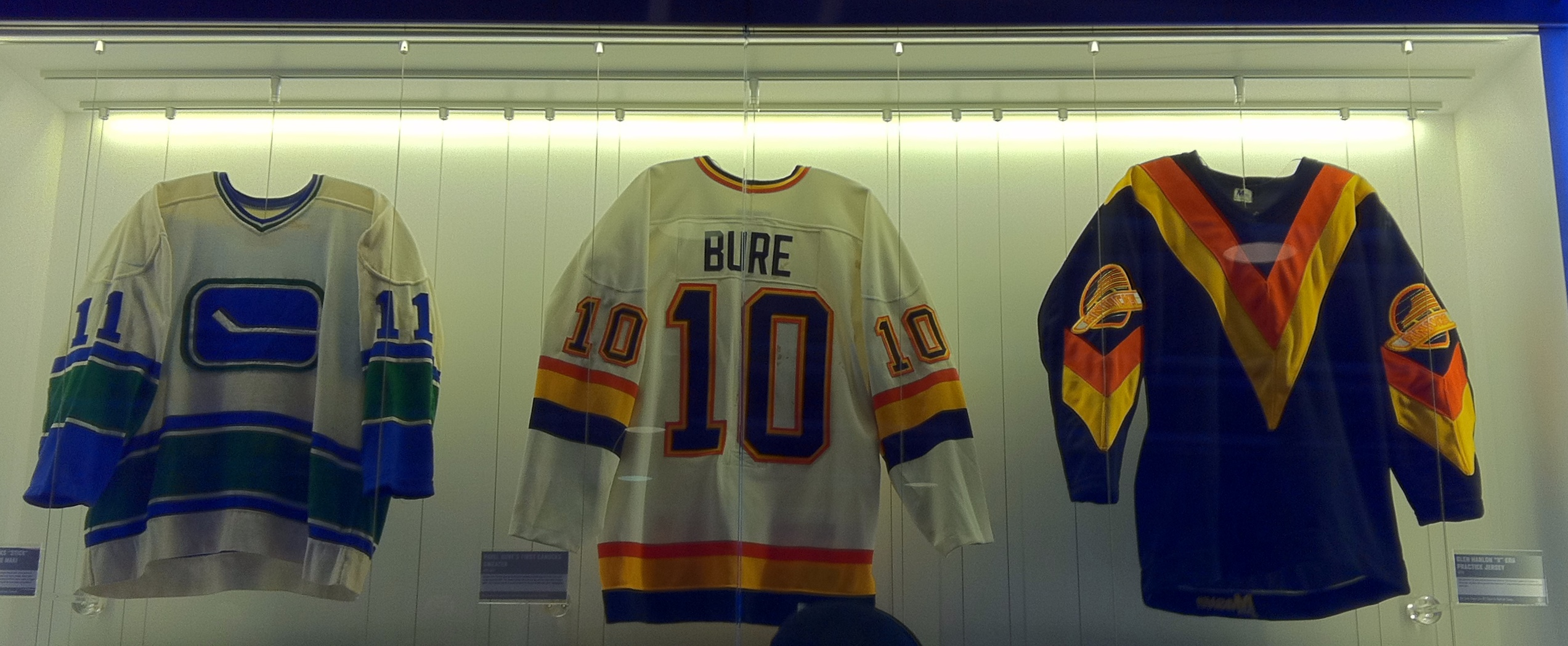
Pavel Bures tröja #10 i en monter i Rogers Arena, Vancouver.

Pavel Bure debuterade i NHL-laget Vancouver Canucks säsongen 1991–1992 efter fyra säsonger i huvudstadslaget CSKA Moskva. Den 20-årige Bure gjorde 34 mål och 26 assists för totalt 60 poäng på 65 matcher under sin första NHL-säsong, och trots att han missade de 15 första matcherna på grund av krångel med övergången från CSKA Moskva vann han Calder Memorial Trophy som ligans bäste nykomling före Detroit Red Wings svenske back Nicklas Lidström. Under sin första säsong i Vancouver spelade Bure både som vänsterforward och högerforward, mestadels i en kedja bredvid centern och tidigare lagkamraten från CSKA Moskva Igor Larionov. I Stanley Cup-slutspelet 1992 besegrade Vancouver Canucks Winnipeg Jets i första rundan med 4-3 i matcher men förlorade därefter mot Edmonton Oilers i andra rundan med 4-2 i matcher. Bure gjorde sex mål och 10 poäng på 13 matcher under slutspelet. Bure blev snabbt en mycket populär spelare bland fansen i Vancouver och för sina bländande soloåkningar, där han med sin snabbhet och klubbteknik kunde ta sig förbi hela motståndarfemmor, fick han smeknamnet "The Russian Rocket".
Bure följde upp sin debutsäsong med att under säsongen 1992–1993 göra hela 60 mål och 50 assists för sammanlagt 110 poäng, vilket gav honom en förstaplats i lagets interna poängliga. Bures sju mål i boxplay var flest i ligan tillsammans med Detroit Red Wings Steve Yzerman och han ledde även ligan i antalet skott på mål med 407 avfyrade puckar mot motståndarmålen, 17 fler än andraplacerade Brett Hull och 20 fler än tredjeplacerade Teemu Selänne. Vancouver Canucks vann Smythe Division med 101 inspelade poäng, fyra poäng före andraplacerade Calgary Flames. I Stanley Cup-slutspelet vann Vancouver Canucks mot Winnipeg Jets i första rundan med 4-2 i matcher men förlorade därefter i andra rundan mot Los Angeles Kings med 4-2 i matcher. Bure gjorde 12 poäng på lika många matcher under 1993 års slutspel.
Säsongen 1993–1994 upprepade Bure bedriften från den tidigare säsongen och gjorde 60 mål, vilket var flest av alla spelare i ligan, och hans 107 poäng gav honom en femteplats i NHL:s poängliga. Vancouver Canucks slutade på sjunde plats i Western Conference vilket gjorde att de ställdes mot divisionsrivalen Calgary Flames i första rundan av slutspelet. Calgary Flames tog ledningen med 3-1 i matcher men Vancouver Canucks vände och vann tre raka matcher på övertid. I den sjunde och avgörande matchen på bortplan i Calgary avgjorde Bure mötet i den andra övertidsperioden genom att skjuta in målet till 4-3 fri med Calgarymålvakten Mike Vernon. Vancouver Canucks besegrade därefter Dallas Stars och Toronto Maple Leafs i andra respektive tredje rundan innan laget föll i den sjunde och avgörande matchen i Stanley Cup-finalen mot New York Rangers. Bure gjorde 16 mål, flest av alla spelare i slutspelet, och 15 assists för totalt 31 poäng på 24 slutspelsmatcher 1994, vilket gav honom en andraplats i slutspelets poängliga bakom New York Rangers back Brian Leetch. I 1994 års slutspel gjorde Bure minst en poäng i 16 raka matcher och minst en poäng i 22 av lagets 24 spelade matcher.
Under NHL-säsongen 1994–1995, som endast spelades över 48 matcher på grund av en spelarstrejk, spelade Bure varsin match i Europa för Spartak Moskva i ryska superligan och Landshut Cannibals i tyska DEL. När NHL-säsongen väl kom igång gjorde Bure 43 poäng på 44 matcher för Vancouver Canucks. I första rundan i Stanley Cup-slutspelet 1995 mot St. Louis Blues satte Bure ett nytt klubbrekord för flest antal gjorda mål och poäng i en slutspelsrunda med sju mål och 12 poäng. Canucks vann matchserien mot Blues med 4-3 i matcher. I andra rundan mot Chicago Blackhawks blev det dock förlust i fyra raka matcher och Bure mäktade endast med en assist.
Inför säsongen 1995–1996 bytte Vancouver Canucks till sig Aleksandr Mogilnyj från Buffalo Sabres, Bures tidigare lagkamrat från CSKA Moskva och juniorlandslaget. I och med ankomsten av Mogilnyj, som bar #89 på ryggen, tilläts Bure även byta siffra bak på tröjan från #10 till #96, något som sportchefen Pat Quinn tidigare hade opponerat sig emot. Förhoppningarna inför säsongen var stora från klubben och fansen men endast 15 matcher in på säsongen drogs Bure ner av Chicago Blackhawks back Steve Smith bakom den offensiva målburen och slet av korsbandet i det högra knät. Skadan krävde artroskopisk kirurgi och Bure missade resten av säsongen.
Bure var tillbaka i spel för Vancouver Canucks säsongen 1996–1997 men i den första matchen för säsongen mot Calgary Flames tacklades han med huvudet före in i sargen av Flames back Todd Simpson. Han fortsatte dock att spela trots att han kände av huvudvärk från tacklingen flera veckor efter incidenten. Bures spel under säsongen nådde inte upp till hans vanliga standard och det spekulerades i om han spelade skadad. Sent under säsongen, 3 mars 1997, mottog Bure ytterligare en tackling från Colorado Avalanche back Aaron Miller och utgick från matchen. Därefter spelade han ingenting under den resterande delen av säsongen. Bure medgav senare att han hade ådragit sig en pisksnärtsskada i nacken efter den första tacklingen av Todd Simpson och att han inte borde ha spelat skadad.
Säsongen 1997–1998 var Bure tillbaka skadefri och spelade säsongens alla 82 matcher för Vancouver Canucks. Hans 51 mål och 39 assists för totalt 90 poäng gav honom en tredjeplats i NHL:s poängliga, men Vancouver Canucks säsongen 1997–1998 var ett lag utan vare sig balans eller harmoni och slutade sist i Western Conference med 64 inspelade poäng. Bure hade inför säsongen bytt tillbaka till sin gamla tröja #10 efter två skadefyllda säsonger i tröja #96.
| ”                                                                                 | Jag är inte vidskeplig, men de två senaste säsongerna har varit dåliga minnen. | „ |
| – Pavel Bure om varför han bytte tillbaka till tröja #10 inför säsongen 1997–98., |                                                                                |   |

Efter säsongen 1997–1998 meddelade Bure Vancouver Canucks nyutnämnde sportchef Brian Burke, i ett möte den 5 juli 1998, att han inte tänkte spela något mer för laget, för vilket han angav "personliga anledningar". Under säsongen 1997–1998 hade flera av lagets gamla trotjänare, som Bure spelat med sedan sina första år i ligan, bytts bort av klubben. Tidigare lagkaptenen Trevor Linden och bäste vännen Gino Odjick hade skickats till New York Islanders och målvakten Kirk McLean till Carolina Hurricanes. Efter det att Bure inte hade infunnit sig till lagets träningsläger inför säsongen 1998–1999 beslutade sig Vancouver Canucks ledning senare under säsongen för att byta bort honom. Pavel Bure, Bret Hedican, Brad Ference och ett val i tredje rundan i NHL-draften 2000 skickades till Florida Panthers i utbyte mot Ed Jovanovski, Kevin Weekes, Dave Gagner, Mike Brown och ett val i första rundan i NHL-draften 2000.
| ”                                                                                          | Han var nog den mest hänförande spelare jag någonsin sett, den där explosiva snabbheten och förmågan att få saker att hända då man inte trodde att någonting kunde hända. | „ |
| – Före detta lagkamraten och lagkaptenen i Vancouver Canucks Trevor Linden om Pavel Bure., | |   |

### Florida Panthers

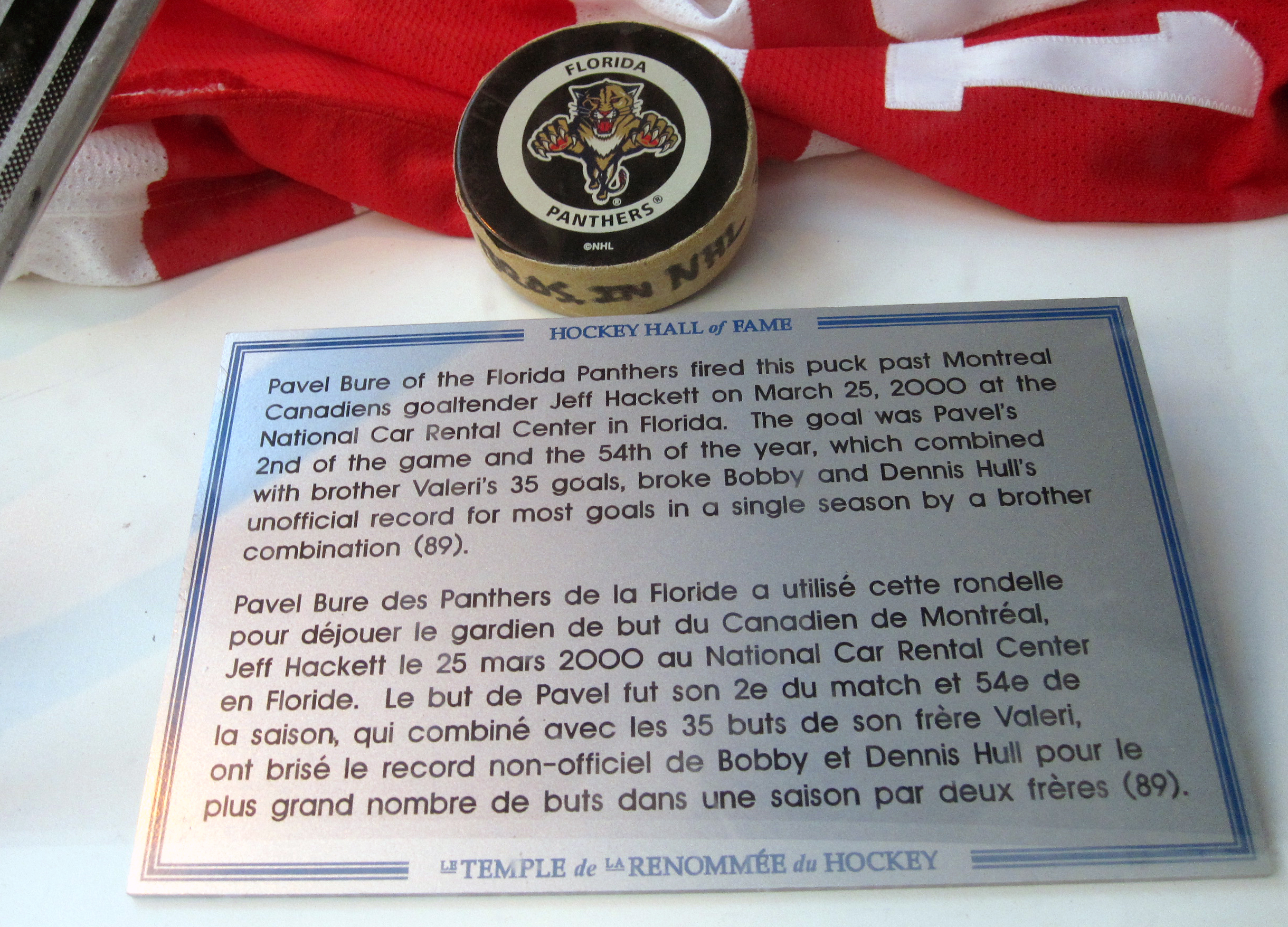
Pucken som Pavel Bure gjorde mål 54 med säsongen 1999–00. Pavel och yngre brodern Valerij Bure, som gjorde 35 mål för Calgary Flames samma säsong, slog Bobby och Dennis Hulls tidigare rekord för flest antal gjorda mål under en säsong av två bröder.

Pavel Bure kom in sent till Florida Panthers under säsongen 1998–1999 i januari 1999 men gjorde avtryck direkt då han gjorde två mål i sin första match med laget mot New York Islanders, en match som Panthers vann med 5-2. Bure, som fick spela i en kedja med den ryske centern Viktor Kozlov, hann göra 13 mål och 16 poäng på 11 matcher för Florida Panthers under säsongen innan han på nytt skadade sig i knät, först i en match mot Pittsburgh Penguins 5 februari och sedan i en match mot Colorado Avalanche 3 mars sedan han kolliderat med Colorados back Adam Foote. Skadan krävde nya kirurgiska ingrepp på hans tidigare skadade högerknä. Under sin sista match för säsongen mot Colorado Avalanche gjorde Bure tre mål för Florida Panthers innan han utgick skadad i den tredje perioden med Panthers i ledningen 5-1. Utan Bure kollapsade dock laget i den tredje perioden och Avalanche gjorde sex raka mål och vann med 7-5 efter bland annat tre mål och tre assists från Peter Forsberg.
Säsongen 1999–00 gjorde Bure 58 mål och 36 assists för totalt 94 poäng på 74 matcher och slutade tvåa i NHL:s poängliga bakom Jaromir Jagr. Hans 58 mål gav honom Maurice "Rocket" Richard Trophy, priset till ligans bäste målskytt. Bure slutade även trea i omröstningen till Hart Memorial Trophy, som ligans mest värdefulle spelare, bakom St. Louis Blues back Chris Pronger och Jaromir Jagr. Med Bure i laget under hela säsongen lyckades Florida Panthers ta sig till slutspel för första gången på fyra år sedan klubben spelat ihop 98 poäng på 82 matcher och slutat på femte plats i Eastern Conference. I slutspelet förlorade dock laget i fyra raka matcher, alla uddamålsförluster, mot de blivande Stanley Cup-mästarna New Jersey Devils. Bure noterades för ett mål och tre assists för totalt fyra poäng under de fyra matcherna mot New Jersey Devils.
Säsongen 2000–2001 gjorde Bure 59 mål och 33 assists för totalt 92 poäng på 82 matcher, vilket gav honom en sjunde plats i NHL:s poängliga, och vann sin andra raka Maurice "Rocket" Richard Trophy som ligans bästa målskytt. Florida Panthers lag som helhet var dock tydligt försvagat från föregående år och Bures 92 poäng framåt var hela 55 poäng fler än Viktor Kozlovs 37 poäng, som placerade honom på andra plats i lagets interna poängliga.
Bure spelade ytterligare en säsong med Florida Panthers 2001–2002 och fick sällskap i klubben av sin yngre bror Valerij Bure. Sista säsongen med Panthers var ingen sportslig framgång vare sig för klubben eller Bure själv som gjorde 49 poäng på 56 matcher innan han byttes bort till New York Rangers. Rangers fick Bure och ett val i andra rundan i NHL-draften 2002 medan Panthers fick Igor Ulanov, Filip Novak samt ett val i första och andra rundan i NHL-draften 2002 och ett val i fjärde rundan i NHL-draften 2003.

### New York Rangers
Säsongen 2001–2002 gjorde Pavel Bure 12 mål och 20 poäng för New York Rangers på 12 spelade matcher. Säsongen därefter, 2002–2003, som skulle komma att bli Bures sista säsong som ishockeyspelare, gjorde han 19 mål och 30 poäng på 39 matcher. Sammanlagt blev det endast 51 matcher i New York Rangers för Bures del, under vilka han gjorde 50 poäng. Under sin korta sejour i New York Rangers var han lagkamrat med bland annat Eric Lindros, Theo Fleury och Brian Leetch.
Bures knäproblem gjorde att han inte kunde spela någon ishockey alls under säsongen 2003–2004 och 2005 avslutade han officiellt sin spelarkarriär.

## Landslagskarriär

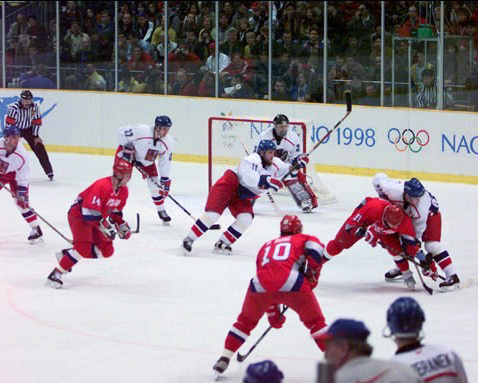
Pavel Bure, i förgrunden med #10, under finalmatchen mot Tjeckien i OS 1998.

### Junior
1989 vann Pavel Bure JVM-guld med Sovjetunionen i Anchorage, Alaska. Han spelade då som vänsterforward i en framgångsrik kedja med centern Sergej Fjodorov och högerforwarden Aleksandr Mogilnyj. Bure, endast 17 år gammal i sin första JVM-turnering, gjorde åtta mål och sammanlagt 14 poäng på sju spelade matcher och valdes till turneringens bästa forward.
Bure spelade ytterligare två JVM-turneringar för Sovjetunionen, 1990 i Helsingfors och 1991 i Saskatchewan, med två silvermedaljer som resultat. På tre JVM-turneringar gjorde Bure 27 mål och 12 assists för totalt 39 poäng på 21 spelade matcher.

### Senior
Pavel Bure representerade Sovjetunionens landslag under världsmästerskapen 1990 och 1991, med en guldmedalj respektive en bronsmedalj som resultat. Han spelade även för Rysslands landslag under världsmästerskapen år 2000 på hemmaplan i Sankt Petersburg där laget slutade först på elfte plats.
1998 var Bure lagkapten för Ryssland under vinter-OS i Nagano 1998, där han utsågs till turneringens bäste anfallsspelare sedan han gjort nio mål på sex matcher. I semifinalen mot Finland, som Ryssland vann med 7-4, gjorde Bure fem mål. Ryssland vann en silvermedalj i turneringen sedan laget förlorat finalmatchen mot Tjeckien med 1-0. Bure deltog även i vinter-OS i Salt Lake City 2002 där det ryska laget spelade hem en bronsmedalj. Under båda OS-turneringar hade Bure sällskap i det ryska landslaget av sin yngre bror Valerij Bure.
Under OS i Turin 2006 var Bure sportchef för det ryska laget som slutade på fjärde plats.

## Familj
Pavel Bures far Vladimir Bure var en olympisk simmare i fri stil för Sovjetunionen och vann fyra OS-medaljer, ett silver och tre brons, 1968 och 1972. Tre av medaljerna var i lagkapp. Den individuella medaljen var ett brons på 100 meter frisim i OS 1972 i München bakom amerikanerna Mark Spitz och Jerry Heidenreich. Vladimir Bure har även arbetat som konditionstränare och styrketränare för NHL-lagen Vancouver Canucks och New Jersey Devils.
Pavel Bures yngre bror Valerij Bure var även han en professionell ishockeyspelare och spelade för ett flertal NHL-lag. Pavel och Valerij spelade tillsammans i Florida Panthers säsongen 2001–2002 och i OS-turneringarna 1998 och 2002 där Ryssland vann silver respektive brons.

## Meriter
- Calder Memorial Trophy – 1991–1992
- Maurice "Rocket" Richard Trophy – 1999–2000 och 2000–2001. Retrospektivt också 1993–1994.
- NHL First All-Star Team – 1993–1994
- NHL Second All-Star Team – 1999–2000 och 2000–2001
- NHL All-Star Game – 1993, 1994, 1997, 1998, 2000 och 2001
- OS – Silver 1998, Brons 2002
- VM – Guld 1990, Brons 1991
- JVM – Guld 1989, Silver 1990 och 1991

## Klubbar
- CSKA Moskva 1987–1991
- Vancouver Canucks 1991–1998
- Spartak Moskva 1994–1995
- Landshut Cannibals 1994–1995
- Florida Panthers 1998–2002
- New York Rangers 2002–2003

## Statistik

### Klubbkarriär
| 1987–88    | CSKA Moskva        | Sovjet     | 5   | 1   | 1   | 2   | 0   | –  | –  | –  | –  | –  |
| 1988–89    | CSKA Moskva        | Sovjet     | 32  | 17  | 9   | 26  | 8   | –  | –  | –  | –  | –  |
| 1989–90    | CSKA Moskva        | Sovjet     | 46  | 14  | 11  | 25  | 22  | –  | –  | –  | –  | –  |
| 1990–91    | CSKA Moskva        | Sovjet     | 44  | 35  | 11  | 46  | 24  | –  | –  | –  | –  | –  |
| 1991–92    | Vancouver Canucks  | NHL        | 65  | 34  | 26  | 60  | 30  | 13 | 6  | 4  | 10 | 14 |
| 1992–93    | Vancouver Canucks  | NHL        | 83  | 60  | 50  | 110 | 69  | 12 | 5  | 7  | 12 | 8  |
| 1993–94    | Vancouver Canucks  | NHL        | 76  | 60  | 47  | 107 | 86  | 24 | 16 | 15 | 31 | 40 |
| 1994–95    | Spartak Moskva     | RSL        | 1   | 2   | 0   | 2   | 2   | –  | –  | –  | –  | –  |
| 1994–95    | Landshut Cannibals | DEL        | 1   | 3   | 0   | 3   | 2   | –  | –  | –  | –  | –  |
| 1994–95    | Vancouver Canucks  | NHL        | 44  | 20  | 23  | 43  | 47  | 11 | 7  | 6  | 13 | 10 |
| 1995–96    | Vancouver Canucks  | NHL        | 15  | 6   | 7   | 13  | 8   | –  | –  | –  | –  | –  |
| 1996–97    | Vancouver Canucks  | NHL        | 63  | 23  | 32  | 55  | 40  | –  | –  | –  | –  | –  |
| 1997–98    | Vancouver Canucks  | NHL        | 82  | 51  | 39  | 90  | 48  | –  | –  | –  | –  | –  |
| 1998–99    | Florida Panthers   | NHL        | 11  | 13  | 3   | 16  | 4   | –  | –  | –  | –  | –  |
| 1999–00    | Florida Panthers   | NHL        | 74  | 58  | 36  | 94  | 16  | 4  | 1  | 3  | 4  | 2  |
| 2000–01    | Florida Panthers   | NHL        | 82  | 59  | 33  | 92  | 58  | –  | –  | –  | –  | –  |
| 2001–02    | Florida Panthers   | NHL        | 56  | 22  | 27  | 49  | 56  | –  | –  | –  | –  | –  |
|            | New York Rangers   | NHL        | 12  | 12  | 8   | 20  | 6   | –  | –  | –  | –  | –  |
| 2002–03    | New York Rangers   | NHL        | 39  | 19  | 11  | 30  | 16  | –  | –  | –  | –  | –  |
| NHL totalt | NHL totalt         | NHL totalt | 702 | 437 | 342 | 779 | 484 | 64 | 35 | 35 | 70 | 74 |

### Internationellt
| År            | Lag           | Turnering     |                          | Matcher                  | Mål                      | Assist                   | Poäng                    | Utv |
| ------------- | ------------- | ------------- | ------------------------ | ------------------------ | ------------------------ | ------------------------ | ------------------------ | --- |
| 1988          | Sovjet        | U17           | Statistik ej tillgänglig | Statistik ej tillgänglig | Statistik ej tillgänglig | Statistik ej tillgänglig | Statistik ej tillgänglig |     |
| 1988          | Sovjetunionen | JEM           | 6                        | 10                       | 0                        | 10                       | 2                        |     |
| 1989          | Sovjetunionen | JVM           | 7                        | 8                        | 6                        | 14                       | 4                        |     |
| 1989          | Sovjetunionen | JEM           | 6                        | 5                        | 6                        | 11                       | 4                        |     |
| 1990          | Sovjetunionen | JVM           | 7                        | 7                        | 3                        | 10                       | 10                       |     |
| 1990          | Sovjetunionen | VM            | 10                       | 2                        | 4                        | 6                        | 10                       |     |
| 1991          | Sovjetunionen | GG            | 5                        | 4                        | 1                        | 5                        |                          |     |
| 1991          | Sovjetunionen | JVM           | 7                        | 12                       | 3                        | 15                       | 31                       |     |
| 1991          | Sovjetunionen | VM            | 10                       | 3                        | 8                        | 11                       | 2                        |     |
| 1998          | Ryssland      | OS            | 6                        | 9                        | 0                        | 9                        | 2                        |     |
| 2000          | Ryssland      | VM            | 6                        | 4                        | 1                        | 5                        | 10                       |     |
| 2002          | Ryssland      | OS            | 6                        | 2                        | 1                        | 3                        | 8                        |     |
| Junior totalt | Junior totalt | Junior totalt | 33                       | 42                       | 18                       | 60                       | 51                       |     |
| Senior totalt | Senior totalt | Senior totalt | 43                       | 24                       | 15                       | 39                       | 32                       |     |

## Eftermäle
Asteroiden 12414 Bure är uppkallad efter honom.